# Immunité parlementaire en Turquie
L'immunité parlementaire en Turquie est prévue par l'article 83 de la Constitution turque de 1982. Elle a grandement été modifiée en juin 2016 à la suite d'une proposition du parti au pouvoir, l'AKP, et de débats parlementaires houleux.

## Historique
L'immunité parlementaire existe déjà dans la Constitution de 1961, et la Cour constitutionnelle est chargée de juger lors de recours éventuels en cas de levée de cette immunité par le Parlement.

## Faits couverts par l'immunité parlementaire
L'article 83, avant son abrogation, est ainsi libellé :

« Article 83
Les membres de la Grande Assemblée nationale de Turquie ne peuvent être tenus responsables ni des votes émis et des paroles prononcées par eux lors des travaux de l'Assemblée, ni des opinions qu'ils professent à l'Assemblée, ni de leur répétition ou diffusion en dehors de l'Assemblée, à moins que l'Assemblée n'en ait décidé autrement au cours d'une séance déterminée sur proposition du Bureau présidentiel.
Aucun député accusé d'avoir commis un délit avant ou après les élections ne peut être arrêté, interrogé, détenu ou jugé sans décision de l'Assemblée. Les cas de flagrant délit passibles d'une peine lourde et les cas prévus par l'article 14 de la Constitution, à condition que les poursuites y afférentes aient été entamées avant les élections, font exception à cette disposition. Toutefois, l'autorité compétente est tenue en ce cas d'informer la Grande Assemblée nationale de Turquie de la situation, sans délai et d'une manière directe.
L'exécution d'une condamnation pénale prononcée à l'encontre d'un membre de la Grande Assemblée nationale de Turquie avant ou après les élections est reportée jusqu'à ce qu'il perde la qualité de membre ; la prescription ne court pas pendant la durée de son mandat. En cas de réélection d'un membre, l'enquête et les poursuites dont il fait l'objet sont subordonnées à une nouvelle levée de son immunité par l'Assemblée.
Les groupes parlementaires des partis politiques à la Grande Assemblée nationale de Turquie ne peuvent pas débattre de l'immunité parlementaire ni prendre de décision à ce sujet. »

## Amendement de 2016
En mai 2016, la Grande Assemblée nationale de Turquie vote un amendement proposé par l'AKP majoritaire visant à modifier l'article 83 afin de supprimer l'immunité parlementaire des députés poursuivis pour délit (article 83). Le texte, très controversé car vu comme visant la liberté d'expression de l'opposition (138 des 550 députés sont passibles de poursuites, dont 50 des 59 élus du parti pro-kurde du HDP) est promulgué par le président Erdoğan le 7 juin 2016. Cette décision est dénoncée par les députés européens comme un déni de droit et une atteinte à la liberté d'expression.